# Boca Raton Bowl 2017
Match précédent Match suivant
Le Boca Raton Bowl 2017 est un match de football américain de niveau universitaire joué après la saison régulière de 2017, le 19 décembre 2017 au FAU Stadium à Boca Raton dans l'état de Floride aux États-Unis.
Il s'agit de la 4e édition du Boca Raton Bowl.
Le match met en présence les équipes de Zips d'Akron issus de la Mid-American Conference et des Owls de Florida Atlantic issus de la Conference USA.
Il débute à 19 heures locales et est retransmis en télévision sur ESPN.
Sponsorisé par l'entreprise de boisson Cheribundi, le match est officiellement dénommé le Cheribundi Tart Cherry Boca Raton 2017.
Florida Atlantic gagne le match sur le score de 3 à 50.

## Présentation du match
| Équipes                          | Conférences | Entraîneurs  | Stats. saison rég. | Classements avant le bowl (CFP/AP/Coaches) |
| -------------------------------- | ----------- | ------------ | ------------------ | ------------------------------------------ |
| Zips d'Akron                     | MAC         | Terry Bowden | 7 - 6              | NC                                         |
| Owls de Florida Atlantic         | C-USA       | Lane Kiffin  | 10 - 4             | NC                                         |
| Arbitre : Kevin Stine (Sun Belt) |             |              |                    |                                            |

Il s'agit de la toute 1re rencontre entre ces deux équipes.

### Zips d'Akron
Avec un bilan global en saison régulière de 7 victoires pour 6 défaites, Akron est éligible et accepte l'invitation pour participer au Boca Raton Bowl de 2017.
Ils terminent 1er de la East Division de la Mid-American Conference, avec un bilan en matchs intra-division de 6 victoires pour 2 défaites.
À l'issue de la saison 2017 (bowl compris), ils n'apparaissent pas dans les classements CFP, AP et Coaches.
Il s'agit de leur toute 1re apparition au Boca Raton Bowl. L'équipe avait précédemment perdu le Motor City Bowl 2005 et gagné le Famous Idaho Potato Bowl 2015.

### Owls de Florida Atlantic
Avec un bilan global en saison régulière de 10 victoires pour 3 défaites, Florida Atlantic est éligible et accepte l'invitation pour participer au Boca Raton Bowl de 2017. Ils gagnent ensuite la finale de conférence contre Texas sur le score de 41 à 17.
Ils terminent 1er de la East Division de la Conference USA avec un bilan en match de division de 8 victoires pour 0 défaite.
À l'issue de la saison 2017, ils n'apparaissent pas dans les classements CFP, AP et Coaches.
Il s'agit de leur toute 1re apparition au Boca Raton Bowl, le 3e bowl de leur histoire après deux victoires lors du New Orleans Bowl de 2007 et du Motor City Bowl de 2008.

## Résumé du match
Début du match à 19 h 5, fin à 22 h 18 pour une durée totale de jeu de 3 heures et 13 minutes.
Température de 23 °C, vent nul et temps sec, 78 % d'humidité.
| QT          | Temps       | Drive       | Drive       | Drive       | Équipe      | Description de l'action | Score | Score |
| QT          | Temps       | Jeux        | Yards       | TDP         | Équipe      | Description de l'action | AKR   | FAU   |
| ----------- | ----------- | ----------- | ----------- | ----------- | ----------- | --- | ----- | ----- |
| 1           | 01:08       | 13          | 79          | 04:44       | FAU         | TD de 4 yards par WR Wright, Willie à la suite d'une réception d'une passe de QB Driskel, Jason + 1 point de conversion par K Joseph, Greg I                                                   | 0     | 7     |
| 2           | 11:14       | 12          | 42          | 04:54       | AKR         | FG de 19 yards par K Gasser, Nick | 3     | 7     |
| 2           | 05:38       | 14          | 75          | 05:36       | FAU         | TD à la suite d'une course de 3 yards par QB Driskel, Jason + 1 point de conversion par K Joseph, Greg I                                                                                       | 3     | 14    |
| 2           | 00:37       | 4           | 87          | 00:58       | FAU         | TD à la suite d'une course de 6 yards par RB Singletary, Devin + 1 point de conversion par K Joseph, Greg I                                                                                    | 3     | 21    |
| 3           | 09:13       | 10          | 52          | 03:13       | FAU         | TD à la suite d'une course de 2 yards par RB Singletary, Devin + 1 point de conversion par K Joseph, Greg I                                                                                    | 3     | 28    |
| 3           | 06:30       | 6           | 40          | 01:41       | FAU         | TD de 3 yards par WR Wright, Willie à la suite d'une réception d'une passe de QB Driskel, Jason + 2 point de conversion par WR Wright, Willie après réception d'une passe de QB Driskel, Jason | 3     | 36    |
| 4           | 14:35       | 6           | 75          | 01:44       | FAU         | TD à la suite d'une course de 7 yards par QB Driskel, Jason + 1 point de conversion par K Joseph, Greg I                                                                                       | 3     | 43    |
| 4           | 10:47       | 8           | 66          | 03:22       | FAU         | TD à la suite d'une course de 26 yards par RB Singletary, Devin + 1 point de conversion par K Rickel, Ryan                                                                                     | 3     | 50    |
| Score final | Score final | Score final | Score final | Score final | Score final | Score final | 3     | 50    |

## Statistiques
| Meilleur joueur (MVP) |                  |       |
| Nom                   | Équipe           | Poste |
| Jason Driskel         | Florida Atlantic | QB    |

| Statistiques par équipe                |                                           |                                            |
| Statistiques                           | AKR                                       | FAU                                        |
| 1er down                               | 11                                        | 29                                         |
| 1er down à la course                   | 5                                         | 19                                         |
| 1er down à la passe                    | 3                                         | 8                                          |
| 1er down suite pénalité                | 3                                         | 2                                          |
| Conversion de 3e down                  | 3/15                                      | 3/12                                       |
| Conversion de 4e down                  | 0/2                                       | 5/6                                        |
| Jeux–yards gagnés                      | 58 jeux pour 146 yards                    | 86 jeux pour 582 yards                     |
| Yards à la course Moy. Yards/course    | 37 courses pour 69 yards 1,9 yards/course | 60 courses pour 312 yards 5,2 yards/course |
| Yards à la passe                       | 77                                        | 270                                        |
| Passes : Réussies-Tentées-Interceptées | 10/21 passes complétées, 0 interception   | 19/26 passes complétées, 0 interception    |
| Réussite en zone rouge/chances         | 1/2                                       | 6/6                                        |
| TD                                     | 0                                         | 7                                          |
| Field Goals                            | 1/2                                       | 0/2                                        |
| Sacks (Nombre-Yards gagnés)            | 1 pour 3 yards gagnés                     | 5 pour un total de 33 yards gagnés         |
| Fumbles (Nombre/Perdus)                | 0/0                                       | 1/0                                        |
| Pénalités (Nombre/Yards perdus)        | 4 pour une perte totale de 49 yards       | 6 pour une perte totale de 52 yards        |
| Temps de possession                    | 27:52                                     | 32:08                                      |

| Statistiques individuelles |                  |                                                                                               |
| Quaterbacks                |                  |                                                                                               |
| AKR                        | NELSON, Kato     | 9/15 passes complétées, 0 interception, 80 yards, 0 TD, 4 sacks subis                         |
| FAU                        | DRISKEL, Jason   | 19/25 passes complétées, 0 interception, 270 yards, 2 TDs, 1 sack subi                        |
| Meilleurs coureurs         |                  |                                                                                               |
| AKR                        | MORGAN, Manny    | 17 courses pour 41 yards nets gagnés, 0 TD, moyenne de 2.4 yards/course                       |
| FAU                        | SINGLETARY, D    | 26 courses pour 124 yards nets gagnés, 3 TDs, moyenne de 4.8 yards/course                     |
| Meilleurs receveurs        |                  |                                                                                               |
| AKR                        | WOLF, Austin     | 3 réceptions pour 26 yards, 0 TD                                                              |
| FAU                        | WRIGHT, Willie   | 7 réceptions pour 71 yards, 2 TDs                                                             |
| Meilleurs tackleurs        |                  |                                                                                               |
| AKR                        | GILBERT, Ulysees | 13 tacles dont 3 en solo, 1 touché pour perte adverse de 3 yards                              |
| FAU                        | AL-SHAAIR, Azee  | 13 tacles dont 5 en solo, 1 sack (7 yards gagnés), 2,5 touchés pour pertes adverse de 8 yards |